# Saki Fujita
Saki Fujita (藤田咲, Fujita Saki, nascida em Tóquio em 19 de outubro de 1984) é uma dubladora japonesa representada pela agência Arts Vision. Seu nome real é Sakiko Fujita (藤田 咲子). É conhecida por dar a voz à Vocaloid da Crypton Future Media, Hatsune Miku.

## Filmografia

### Séries de TV (animes)
2005
- Akahori Gedou Hour Rabuge (Maid)
- SPEED GRAPHER (Kozue Kokubunji)
- Happy Seven ~The TV Manga~ (Tomomi Sasaki)
- Shuffle! - (A Schoolgirl)

2006
- Tsuyokiss Cool×Sweet (Kinu Kanisawa)
- Tokimeki Memorial Only Love (Mina Yayoi)
- Yoshinaga-san Chi no Gargoyle (Momo Katagiri, Rimu)(*)

2007
- Gakuen Utopia Manabi Straight! (Momoha Odori)

2008
- Yozakura Quartet (Ao Nanami)
- Zoku Sayonara Zetsubō Sensei (ep 13) (Hatsune Miku)

2009
- Sora no Otoshimono (Tomoko)

2010
- Ōkami Kakushi (Kuzumi Mana)
- Sora no Otoshimono: Forte (Tomoko)
- Senkō no Night Raid (Fuu Lan)
- Working!! (Mahiru Inami)
- The Legend of the Legendary Heroes (Milk Kallaud)
- Durarara!! (Ruri Hijiribe)

2011
- Working'!! (Mahiru Inami)[1]
- YuruYuri (Ayano Sugiura)

2012
- YuruYuri♪♪ (Ayano Sugiura)
- Chousoku Henkei Gyrozetter (Haruka)

2013
- Arpeggio of Blue Steel -Ars Nova- (Hyūga)
- Attack on Titan (Ymir)
- Yozakura Quartet: Hana no Uta (Ao Nanami)

2014
- Engaged to the Unidentified (Konoha Suetsugi)
- Magical Warfare (Hotaru Kumagai)
- Sakura Trick (Mitsuki Sonoda)
- Sword Art Online II (Skuld)

### OVA e ONA
- Hōkago no Pleiades as Nanako

2010
- Hiyokoi as Ritsuka Nakano

2011
- Baby Princess 3D Paradise 0 Love as Tsurara

### Jogos
2006
- Tokimeki Memorial Online (Mina Yayoi/ PC Online Game)

2007
- Gakuen Utopia Manabi Straight! Kira Kira☆Happy Festa! (Momoha Odori/ PS2 Game)

2009
- Agarest Senki Zero (Alice)

2010
- Agarest Senki Zero: Dawn of War (Alice)

2011
- Rune Factory Oceans (Quinn)
- Nora to Toki no Kōbō: Kiri no Mori no Majo (Mellow)

2012
- Tales of Innocence (QQ Selesneva)
- Street Fighter X Tekken (Elena)

2013
- Super Robot Wars UX (Fei-Yen HD, Hatsune Miku)
- Kantai Collection (7 different ships, see list)

2014
- Ultra Street Fighter IV (Elena)

### CD de Drama
2008
- Strobe Edge (Noriko)

### Dublagem
2009
- Hot Wheels AcceleRacers (Lani Tam)

### Outros
2007
- Crypton VOCALOID2 (Hatsune Miku)

2010
- Crypton VOCALOID2 (MIKU Append)

2013
- Crypton VOCALOID3 (Hatsune Miku V3 (Japanese; English))